# Державні нагороди України

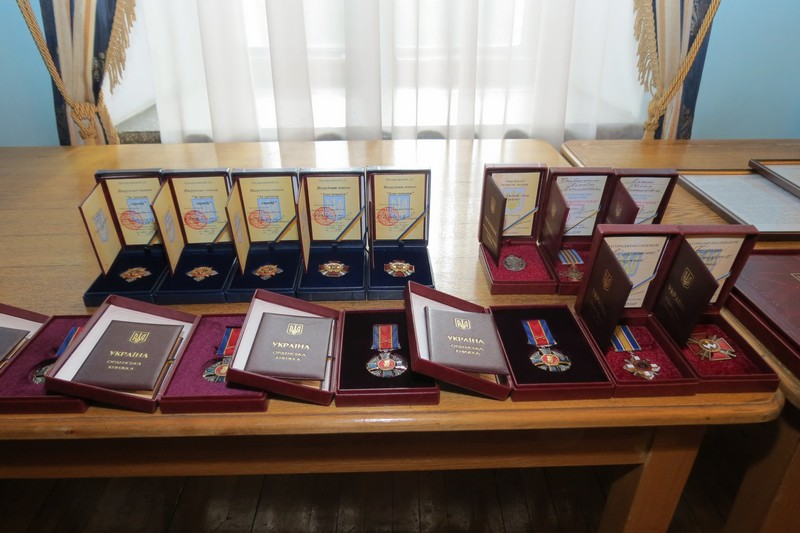
Нагороди України в музеї

Держа́вні нагоро́ди Украї́ни — вища форма відзначення громадян України за видатні заслуги у розвитку економіки, науки, культури, соціальної сфери, захисті Вітчизни, охороні конституційних прав і свобод людини, державному будівництві та громадській діяльності, за інші заслуги перед Україною (згідно із Законом України № 1549-III від 16 березня 2000 року «Про державні нагороди України»).

## Статус
Згідно зі статтею 106 Конституції України, Президент України нагороджує державними нагородами, встановлює президентські відзнаки та нагороджує ними (але цих повноважень не має в.о. Президента).
Державну нагороду України може отримати будь-який громадянин України, а також громадяни іноземних держав за особисті заслуги перед Україною.
Нагородження державними нагородами України здійснюється указами глави держави. Нагородженому вручається державна нагорода та документ, що посвідчує нагородження нею.
З політологічної точки зору державні нагороди, поруч із: прапором, гербом, гімном, конституцією, національною валютою, знаками посадового та військового розрізнення, історичними документами та державними святами, є в переліку найбільш важливих національно-державних символів. Окрім атрибутивного призначення державні нагороди покликані консолідувати націю, формувати і підсилювати почуття національної гордості та власної причетності до неї. Державні нагороди є одним із найбільш мобільних ресурсів формування політичної свідомості та культури. Вони здатні майже миттєво реагувати на політико-культурні запити суспільства, пропонувати затребувані суспільні цінності та акцентувати на актуальних зразках поведінки. Як політичний символ, державні нагороди виконують такі функції: політичну, стимулюючу, ідеологічна, соціальну, символічну, дипломатичну.

## Період до прийняття закону «Про державні нагороди України»

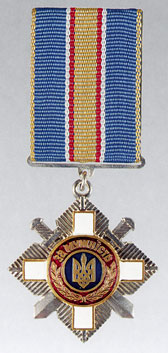
Відзнака Президента України хрест «За мужність» (1995—1996)

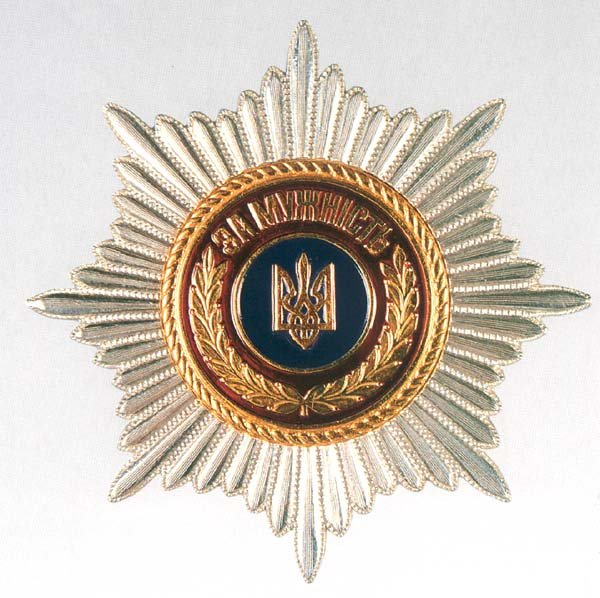
Відзнака Президента України зірка «За мужність» (1995—1996)

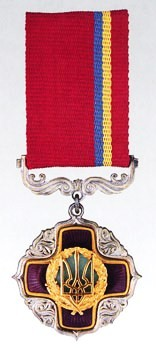
Почесна відзнака Президента України (1992—1996)

Положенням «Про державні нагороди Української РСР», що діяло на момент проголошення незалежності України, було встановлено, що державними нагородами Української РСР є почесні звання Української РСР («Народний артист Української РСР», «Народний художник Української РСР», «Народний архітектор Української РСР» та 26 почесних звань категорї «Заслужений»), Почесна Грамота і Грамота Президії Верховної Ради Української РСР. Також за станом на 1991 рік в УРСР присуджувалися Державні премії Української РСР в галузі науки і техніки та за видатні досягнення у праці і науково-технічній творчості; Державна премія Української РСР імені Т. Г. Шевченка в галузі літератури, журналістики і мистецтва; Державна премія Української РСР по архітектурі.
Законом України «Про внесення змін і доповнень до Конституції (Основного Закону) України» від 14 лютого 1992 р. в Конституцію (Основний Закон) України 1978 р. була внесена норма, згідно з якою Президент України засновує президентські відзнаки і нагороджує ними (ст. 114-5). Згідно з Конституцією України 1996 р., Президент України нагороджує державними нагородами, встановлює президентські відзнаки та нагороджує ними (ст. 106); разом із тим, установлено, що державні нагороди встановлюються виключно законами України (ст. 92).
Президенти України Л. М. Кравчук та Л. Д. Кучма своїми Указами встановлювали відзнаки Президента України та нагороджували ними.
Перші запроваджені відзнаки — Почесна відзнака Президента України (1992) та відзнаки Президента України «За мужність» — зірка «За мужність» і хрест «За мужність» (1995) — у 1996 році були замінені новими відзнаками Президента України — орденами «За заслуги» та «За мужність»; при цьому нагороджені визнавалися кавалерами відповідних орденів зі збереженням права на носіння вручених їм відзнак.
Були також запроваджені відзнаки Президента України — «Іменна вогнепальна зброя», «Орден Богдана Хмельницького», «Орден князя Ярослава Мудрого» (1995), медаль «За військову службу Україні», медаль «За бездоганну службу» (1996), «Орден княгині Ольги» (1997), «Герой України» (з врученням ордена «Золота Зірка» або ордена Держави) (1998), Почесна Грамота Президента України за активну благодійницьку діяльність у гуманітарній сфері, почесне звання «Заслужений лісівник України», медаль «Захиснику Вітчизни», почесне звання «Заслужений працівник соціальної сфери України» (1999).
Також Указом Президента України Л. М. Кравчука 1993 року було засновано пам'ятний знак «50 років визволення України», нагородження яким було проведено Указом Президента України Л. Д. Кучми у 1994 р.

## Період після прийняття закону «Про державні нагороди України»
16 березня 2000 р. Верховна Рада України прийняла закон «Про державні нагороди України». Практично всі діючі на момент прийняття закону відзнаки Президента України стали окремими державними нагородами, вже без статусу відзнак Президента. Законом також було рекомендовано Президентові України привести свої укази у відповідність із цим Законом. Всупереч цьому, Президент Л. Д. Кучма вніс зміни до указів (та затверджених указами статутів, положень та описів нагород) лише щодо деяких нагород; для решти продовжують діяти положення щодо відповідних відзнак Президента України.
Разом з тим, законом було визначено, що одним з видів державних нагород є президентська відзнака. В подальшому Президентами України Л. Д. Кучмою, В. А. Ющенком, В. Ф. Януковичем, П. О. Порошенком та В. О. Зеленським були засновані нові президентські відзнаки — медаль «За працю і звитягу», ювілейна медаль «60 років визволення України від фашистських загарбників», Хрест Івана Мазепи, ювілейна медаль «20 років незалежності України», пам'ятна медаль «25 років виведення військ з Афганістану», медаль «70 років визволення України від фашистських загарбників», ювілейна медаль «70 років Перемоги над нацизмом», ювілейна медаль «25 років незалежності України», «За участь в антитерористичній операції», «За гуманітарну участь в антитерористичній операції», «Національна легенда України», «За участь у ліквідації наслідків аварії на Чорнобильській АЕС», «Хрест бойових заслуг», «За оборону України», «Золоте серце», «Майбутнє України». Ці відзнаки згідно із законом мають статус державних нагород.
Верховна Рада України після прийняття Закону встановила декілька нових державних нагород, в тому числі ордени Свободи, Героїв Небесної Сотні, Данила Галицького, «За доблесну шахтарську працю», медаль «За врятоване життя», почесні звання «Народний вчитель України», «Заслужений гірник України», «Заслужений землевпорядник України», «Заслужений метролог України», «Заслужений працівник ветеринарної медицини України», «Заслужений працівник фармації України», «Заслужений працівник цивільного захисту України», «Заслужений працівник туризму України», «Мати-героїня», Державні премії України імені Олександра Довженка, в галузі освіти, імені Мирослава Скорика.
У 2021 р. Верховна Рада України перейменувала Державну премію України в галузі науки і техніки в Національну премію України імені Бориса Патона.
Порядок представлення до нагородження та вручення державних нагород України затверджений Указом Президента України Л. Д. Кучми № 138/2003 від 19 лютого 2003 року.

## Державні нагороди відповідно до закону «Про державні нагороди України»
| Нагорода                                      | Назва | Ступені | Засновано                       | Примітки (Цитати Закону України «Про державні нагороди України» або Указу Президента) |
| Вищий ступінь відзнаки — звання Герой України | |         |                                 | |
| звання Герой України                          | звання Герой України                                                                                        |         | 23 серпня 1998                  | « … присвоюється громадянам України за здійснення визначного геройського вчинку або визначного трудового досягнення» |
|                                               | орден «Золота Зірка»                                                                                        |         | 23 серпня 1998                  | « Герою України вручається орден „Золота Зірка“ за здійснення визначного геройського вчинку …» |
|                                               | орден Держави                                                                                               |         | 23 серпня 1998                  | « Герою України вручається … орден Держави — за визначні трудові досягнення» |
| Ордени України                                | |         |                                 | |
|                                               | орден Свободи                                                                                               |         | 10 квітня 2008                  | « … для відзначення видатних та особливих заслуг громадян в утвердженні суверенітету та незалежності України, консолідації українського суспільства, розвитку демократії, соціально-економічних та політичних реформ, відстоювання конституційних прав і свобод людини і громадянина» |
|                                               | орден князя Ярослава Мудрого                                                                                | I-V     | 23 серпня 1995                  | « … для нагородження громадян за видатні заслуги перед Україною в галузі державного будівництва, зміцнення міжнародного авторитету України, розвитку економіки, науки, освіти, культури, мистецтва, охорони здоров'я, за визначні благодійницьку, гуманістичну та громадську діяльність» |
|                                               | орден «За заслуги»                                                                                          | I-III   | 22 вересня 1996                 | « … для відзначення видатних заслуг громадян в економічній, науковій, соціально-культурній, військовій, державній, громадській та інших сферах суспільної діяльності» |
|                                               | орден Богдана Хмельницького                                                                                 | I-III   | 3 травня 1995                   | « … для нагородження громадян України за особливі заслуги у захисті державного суверенітету, територіальної цілісності, у зміцненні обороноздатності та безпеки України» |
|                                               | орден Героїв Небесної Сотні                                                                                 |         | 1 липня 2014                    | « … для відзначення осіб за громадянську мужність, патріотизм, відстоювання конституційних засад демократії, прав і свобод людини, активну благодійну, гуманістичну, громадську діяльність в Україні, самовіддане служіння Українському народу, виявлені під час Революції гідності (листопад 2013 року — лютий 2014 року), інших подій, пов'язаних із захистом незалежності, суверенітету і територіальної цілісності України» |
|                                               | орден «За мужність»                                                                                         | I-III   | 21 серпня 1996                  | « … для відзначення військовослужбовців, працівників правоохоронних органів та інших осіб за особисті мужність і героїзм, виявлені при рятуванні людей, матеріальних цінностей під час ліквідації наслідків надзвичайних ситуацій, у боротьбі зі злочинністю, а також в інших випадках при виконанні військового, службового, громадянського обов'язку в умовах, пов'язаних з ризиком для життя» |
|                                               | орден княгині Ольги                                                                                         | I-III   | 15 серпня 1997                  | « … для відзначення жінок за визначні заслуги в державній, виробничій, громадській, науковій, освітянській, культурній, благодійницькій та інших сферах суспільної діяльності, вихованні дітей у сім'ї» |
|                                               | орден Данила Галицького                                                                                     |         | 20 лютого 2003                  | « … для нагородження військовослужбовців Збройних Сил України та інших військових формувань, утворених відповідно до законів України, Державної спеціальної служби транспорту, Державної служби спеціального зв'язку та захисту інформації України, а також державних службовців за значний особистий внесок у розбудову України, сумлінне та бездоганне служіння Українському народу» |
|                                               | орден «За доблесну шахтарську працю»                                                                        | I-III   | 2 вересня 2008                  | «за визначні трудові досягнення у видобутку вугілля, залізної руди, руди кольорових і рідкісних металів, марганцевих та уранових руд, шахтобудуванні» |
| Медалі України                                | |         |                                 | |
|                                               | медаль «За військову службу Україні»                                                                        |         | 5 жовтня 1996                   | « … для нагородження військовослужбовців Збройних Сил України та інших військових формувань, утворених відповідно до законів України, а також Державної спеціальної служби транспорту, Державної служби спеціального зв'язку та захисту інформації України, інших осіб за мужність і відвагу, самовіддані дії, виявлені у захисті державних інтересів України» |
|                                               | медаль «За бездоганну службу»                                                                               | I-III   | 5 жовтня 1996                   | « … для нагородження осіб офіцерського складу і прапорщиків Збройних Сил України, поліцейських, Національної гвардії України, Служби безпеки України, Служби зовнішньої розвідки України, Державної служби спеціального зв'язку та захисту інформації України, Державної прикордонної служби України, Державної спеціальної служби транспорту, військ Цивільної оборони, які досягли високих показників у бойовій і професійній підготовці, є взірцем вірності присязі та виконання військового (службового) обов'язку, успішно керують підлеглими, зразково виконують інші військові обов'язки» |
|                                               | медаль «Захиснику Вітчизни»                                                                                 |         | 8 жовтня 1999                   | « … для нагородження ветеранів війни, членів сімей загиблих (померлих) ветеранів війни, членів сімей загиблих (померлих) Захисників і Захисниць України, осіб, які брали участь у визволенні України від фашистських загарбників, та інших громадян України за виявлені у захисті державних інтересів особисті мужність і відвагу, зміцнення обороноздатності та безпеки України» |
|                                               | медаль «За врятоване життя»                                                                                 |         | 10 квітня 2008                  | « … для нагородження громадян за врятування життя людини, активну благодійну, гуманістичну та іншу діяльність у справі охорони здоров'я громадян, запобігання нещасним випадкам з людьми» |
| Відзнака «Іменна вогнепальна зброя»           | |         |                                 | |
|                                               | відзнака «Іменна вогнепальна зброя»                                                                         |         | 29 квітня 1995                  | « … для нагородження офіцерського складу Збройних Сил України, Державної прикордонної служби України, інших військових формувань, утворених відповідно до законів України, Служби безпеки України, Служби зовнішньої розвідки України, Державної служби спеціального зв'язку та захисту інформації України, а також Державної спеціальної служби транспорту, поліцейських та державних службовців, які мають офіцерське звання, за визначні заслуги у забезпеченні обороноздатності України, недоторканності її державного кордону, підтримці високої бойової готовності військ, зміцненні національної безпеки, боротьбі зі злочинністю, захисті конституційних прав і свобод громадян, за бездоганну багаторічну службу, зразкове виконання військового та службового обов'язку, виявлені при цьому честь і доблесть» |
| Почесні звання України                        | |         |                                 | |
|                                               | Почесні звання України                                                                                      |         |                                 | « … Почесні звання України присвоюються особам, які працюють у відповідній галузі економічної та соціально-культурної сфери, як правило, не менше десяти років, мають високі трудові досягнення і професійну майстерність, якщо інше не встановлено положенням про почесне звання України» |
| Державні премії України                       | |         |                                 | |
|                                               | Національна премія України імені Тараса Шевченка                                                            |         | 20 травня 1961                  | « … за найвидатніші твори літератури і мистецтва, публіцистики і журналістики, які є вершинним духовним надбанням Українського народу, утверджують високі гуманістичні ідеали, збагачують історичну пам'ять народу, його національну свідомість і самобутність, спрямовані на державотворення і демократизацію українського суспільства» |
|                                               | Національна премія України імені Бориса Патона (до 2021 — Державна премія України в галузі науки і техніки) |         | 15 квітня 2021 (23 квітня 1969) | « … за видатні наукові дослідження, які сприяють дальшому розвитку гуманітарних, природничих і технічних наук, позитивно впливають на суспільний прогрес і утверджують високий авторитет вітчизняної науки у світі; за розроблення та впровадження нової техніки, матеріалів і технологій, нових способів і методів лікування та профілактики захворювань, що відповідають рівню світових досягнень; за роботи, які становлять значний внесок у вирішення проблем охорони навколишнього природного середовища та забезпечення екологічної безпеки; за створення підручників для закладів загальної середньої освіти, професійної (професійно-технічної) освіти, фахової передвищої освіти, вищої освіти, що відповідають сучасним вимогам і сприяють ефективному опануванню знань, істотно впливають на поліпшення підготовки майбутніх спеціалістів» |
|                                               | Державна премія України в галузі архітектури                                                                |         | 12 квітня 1988                  | « … за створення видатних житлово-цивільних та промислових архітектурних комплексів, будівель і споруд, роботи в галузі містобудування, ландшафтної архітектури, упорядження міст і селищ, реставрації пам'яток архітектури і містобудування, наукові праці з теорії та історії архітектури, що мають важливе значення для дальшого розвитку вітчизняної архітектури і містобудування та здобули широке громадське визнання» |
|                                               | Державна премія України імені Олександра Довженка                                                           |         | 10 вересня 1994                 | « … за видатний внесок у розвиток українського кіномистецтва» |
|                                               | Державна премія України в галузі освіти                                                                     |         | 21 вересня 2006                 | « … за видатні досягнення в галузі освіти за номінаціями: - дошкільна і позашкільна освіта; - загальна середня освіта; - професійна (професійно-технічна) освіта, фахова передвища освіта; - вища освіта; - наукові досягнення в галузі освіти» |
|                                               | Державна премія України імені Мирослава Скорика                                                             |         | 24 вересня 2021                 | « … за вагомий внесок у розвиток музичного мистецтва України та впровадження новітніх непересічних практик у композиторській, виконавській, музикознавчій діяльності» |
| Президентські відзнаки                        | |         |                                 | |
|                                               | відзнака Президента України «Хрест бойових заслуг»                                                          |         | 5 травня 2022                   | « … для відзначення військовослужбовців Збройних Сил України та інших військових формувань, утворених відповідно до законів України, за: видатну особисту хоробрість та відвагу або видатний геройський вчинок під час виконання бойового завдання в умовах небезпеки для життя та безпосереднього зіткнення із супротивником; видатні успіхи в управлінні військами (силами) під час ведення воєнних (бойових) дій» |
|                                               | відзнака Президента України — Хрест Івана Мазепи                                                            |         | 26 березня 2009                 | « … для відзначення громадян за значний внесок у відродження національної культурно-мистецької, духовної, архітектурної, військово-історичної спадщини, заслуги у державотворчій, дипломатичній, гуманістичній, науковій, просвітницькій та благодійній діяльності.» |
|                                               | відзнака Президента України «Національна легенда України»                                                   |         | 14 липня 2021                   | «Для відзначення громадян за визначні особисті заслуги у становленні незалежної України, зміцненні її державності, захисті Вітчизни та служінні Українському народові, вагомий внесок у розвиток національної економіки, науки, освіти, культури, мистецтва, спорту, охорони здоров'я, а також за активну благодійну та громадську діяльність» |
|                                               | відзнака Президента України — медаль «За працю і звитягу»                                                   |         | 16 травня 2001                  | « … за вагомий особистий внесок у розвиток економічної, науково-технічної, соціально-культурної, військової, державної, громадської та інших сфер діяльності, багаторічну сумлінну працю, зразкове виконання службових обов'язків» |
|                                               | відзнака Президента України — ювілейна медаль «60 років визволення України від фашистських загарбників»     |         | 17 вересня 2004                 | « … нагороджуються учасники бойових дій у період Великої Вітчизняної війни 1941 — 1945 років» |
|                                               | відзнака Президента України — ювілейна медаль «20 років незалежності України»                               |         | 30 травня 2011                  | « … для відзначення громадян з нагоди 20-ї річниці незалежності України за значний особистий внесок у становлення незалежності України, утвердження її суверенітету та зміцнення міжнародного авторитету, заслуги у державотворчій, соціально-економічній і громадсько-політичній діяльності, сумлінне та бездоганне служіння Українському народу» |
|                                               | відзнака Президента України — ювілейна медаль «25 років незалежності України»                               |         | 17 лютого 2016                  | «З метою гідного відзначення громадян з нагоди знаменної події в історії національного державотворення — 25-ї річниці незалежності України … для відзначення громадян за значні особисті заслуги у становленні незалежної України, утвердженні її суверенітету та зміцненні міжнародного авторитету, вагомий внесок у державне будівництво, соціально-економічний, культурно-освітній розвиток, активну громадсько-політичну діяльність, сумлінне та бездоганне служіння Українському народу» |
|                                               | відзнака Президента України — пам'ятна медаль «25 років виведення військ з Афганістану»                     |         | 14 лютого 2014                  | «На відзначення 25-ї річниці виведення військ колишнього Союзу РСР із Республіки Афганістан … нагороджуються учасники бойових дій на території Республіки Афганістан у період 1979—1989 років та інваліди війни з їх числа» |
|                                               | відзнака Президента України — медаль «70 років визволення України від фашистських загарбників»              |         | 28 жовтня 2014                  | «З метою гідного відзначення громадян з нагоди 70-ї річниці визволення України від фашистських загарбників у Великій Вітчизняній війні 1941—1945 років … нагороджуються: учасники бойових дій періоду Великої Вітчизняної війни 1941−1945 років; інваліди війни з числа осіб — учасників бойових дій Великої Вітчизняної війни 1941—1945 років; колишні неповнолітні (яким на момент ув'язнення не виповнилося 18 років) в'язні концентраційних таборів, гетто, інших місць примусового тримання, створених фашистською Німеччиною та її союзниками в період Великої Вітчизняної війни та Другої світової війни, а також діти, які народилися в зазначених місцях примусового тримання їх батьків; колишні малолітні (яким на момент ув'язнення не виповнилося 14 років) в'язні концентраційних таборів, гетто та інших місць примусового тримання, які визнані інвалідами від загального захворювання, трудового каліцтва та з інших причин» |
|                                               | відзнака Президента України — ювілейна медаль «70 років Перемоги над нацизмом»                              |         | 29 квітня 2015                  | «На відзначення 70-ї річниці Перемоги над нацизмом, вшанування подвигу, мужності та самовідданості борців проти нацизму, за свободу і незалежність Вітчизни … нагороджуються особи з числа: учасників бойових дій та інвалідів війни, яким цей статус надано відповідно до Закону України „Про статус ветеранів війни, гарантії їх соціального захисту“, які брали участь у бойових діях, обороні, партизанському, підпільному русі проти нацистської Німеччини та її союзників у роки Другої світової війни; колишніх неповнолітніх (яким на момент ув'язнення не виповнилося 18 років) в'язнів концентраційних таборів, гетто, інших місць примусового тримання, створених нацистською Німеччиною та її союзниками в період Другої світової війни, а також дітей, які народилися в зазначених місцях примусового тримання їх батьків; колишніх малолітніх (яким на момент ув'язнення не виповнилося 14 років) в'язнів концентраційних таборів, гетто та інших місць примусового тримання, визнаних інвалідами від загального захворювання, трудового каліцтва та з інших причин» |
|                                               | відзнака Президента України «За участь в антитерористичній операції»                                        |         | 17 лютого 2016                  | «З метою гідного відзначення осіб — захисників суверенітету та територіальної цілісності України під час проведення антитерористичної операції в Донецькій та Луганській областях» |
|                                               | відзнака Президента України «За гуманітарну участь в антитерористичній операції»                            |         | 17 лютого 2016                  | «З метою гідного відзначення працівників підприємств, установ та організацій, інших осіб, які залучалися або добровільно забезпечували проведення антитерористичної операції в Донецькій та Луганській областях, здійснювали волонтерську діяльність, перебуваючи безпосередньо в районі проведення антитерористичної операції у період її проведення» |
|                                               | відзнака Президента України «За оборону України»                                                            |         | 5 серпня 2022                   | нагороджуються особи з числа - «військовослужбовців та працівників Збройних Сил України, Національної гвардії України, Служби безпеки України, Служби зовнішньої розвідки України, Державної прикордонної служби України, Державної спеціальної служби транспорту, Державної служби спеціального зв'язку та захисту інформації України, Управління державної охорони України, інших утворених відповідно до законів України військових формувань, співробітників розвідувальних органів, прокурорів, поліцейських, осіб рядового та начальницького складу служби цивільного захисту, кримінально-виконавчої служби, Державного бюро розслідувань, Національного антикорупційного бюро України, посадових осіб митних органів, працівників Служби судової охорони, членів добровольчих формувань територіальних громад, які брали безпосередню участь у здійсненні заходів, необхідних для забезпечення оборони України, у здійсненні заходів із забезпечення оборони України, захисту безпеки населення та інтересів держави у зв'язку з широкомасштабною збройною агресією російської федерації проти України; - працівників центральних та місцевих органів виконавчої влади, інших державних органів, органів місцевого самоврядування, підприємств, установ та організацій, які залучалися безпосередньо до виконання завдань із забезпечення здійснення заходів із забезпечення оборони України, захисту безпеки населення та інтересів держави у зв'язку з широкомасштабною збройною агресією російської федерації проти України, виявили при цьому самовідданість та зробили значний особистий внесок у зміцнення оборони України; - осіб, які здійснювали волонтерську діяльність або іншим чином активно сприяли виконанню завдань, пов'язаних із забезпеченням здійснення заходів із забезпечення оборони України, захисту безпеки населення та інтересів держави у зв'язку з широкомасштабною збройною агресією російської федерації проти України» |
|                                               | відзнака Президента України «За участь у ліквідації наслідків аварії на Чорнобильській АЕС»                 |         | 14 грудня 2021                  | «З метою гідного вшанування героїзму, мужності, самовідданості та високого професіоналізму учасників ліквідації наслідків аварії на Чорнобильській АЕС, посилення їх соціального захисту … для відзначення громадян, які безпосередньо брали участь у ліквідації наслідків аварії на Чорнобильській АЕС» |
|                                               | відзнака Президента України «Золоте серце»                                                                  |         | 5 грудня 2022                   | «З метою відзначення вагомого внеску волонтерів у надання волонтерської допомоги та розвиток волонтерського руху, зокрема під час здійснення заходів із забезпечення оборони України, захисту безпеки населення та інтересів держави у зв'язку з військовою агресією Російської Федерації проти України та подолання її наслідків» |
|                                               | відзнака Президента України «Майбутнє України»                                                              |         | 29 травня 2025                  | «З метою відзначення громадян України, іноземців та осіб без громадянства віком до 18 років за прояв особистої хоробрості, відваги, стійкості, патріотизму, активну громадянську позицію, волонтерську діяльність, відстоювання загальнолюдських цінностей, національних інтересів України, її розвитку та гідного майбутнього» |

В таблиці вказана кількість встановлених ступенів нагороди (при їх наявності): I—III — нагорода I, II, III ступеня; I—V — нагорода I, II, III, IV, V ступеня; вищим ступенем нагороди є І ст.
20 липня 1999 року також була заснована відзнака Президента України — Почесна Грамота Президента України за активну благодійницьку діяльність у гуманітарній сфері.

## Послідовність розміщення знаків державних нагород України
На орденському ланцюзі:
- орден князя Ярослава Мудрого I ступеня

На шийній стрічці:
- орден Свободи
- орден князя Ярослава Мудрого ІІ, ІІІ ступенів
- орден «За заслуги» І ступеня
- орден Богдана Хмельницького І ступеня
- орден «За мужність» І ступеня

На лівому боці грудей:
- ордени «Золота Зірка» та Держави звання Герой України (розміщуються вище інших державних нагород)
- відзнака Президента України «Хрест бойових заслуг»
- орден князя Ярослава Мудрого IV, V ступенів
- орден «За заслуги» ІІ, ІІІ ступенів
- орден Героїв Небесної Сотні
- орден «За мужність» ІІ, ІІІ ступенів
- орден княгині Ольги І, ІІ, ІІІ ступенів
- орден Данила Галицького
- відзнака Президента України — Хрест Івана Мазепи
- орден «За доблесну шахтарську працю» І, ІІ, ІІІ ступенів
- медаль «За військову службу Україні»
- медаль «За бездоганну службу» І, ІІ, ІІІ ступеня
- медаль «Захиснику Вітчизни»
- медаль «За врятоване життя»
- відзнака Президента України — медаль «За працю і звитягу»
- відзнака Президента України — ювілейна медаль «60 років визволення України від фашистських загарбників»
- відзнака Президента України — ювілейна медаль «20 років незалежності України»
- відзнака Президента України — ювілейна медаль «25 років незалежності України»
- відзнака Президента України — пам'ятна медаль «25 років виведення військ з Афганістану»
- відзнака Президента України — медаль «70 років визволення України від фашистських загарбників»
- відзнака Президента України — ювілейна медаль «70 років Перемоги над нацизмом»
- відзнака Президента України «За участь в антитерористичній операції»
- відзнака Президента України «За гуманітарну участь в антитерористичній операції»
- відзнака Президента України «За оборону України»
- відзнака Президента України «Золоте серце»
- відзнака Президента України «Майбутнє України»

На лівому боці грудей нижче нагород на колодках (стрічках):
- зірка ордена князя Ярослава Мудрого І, ІІ ступенів
- зірка ордена «За заслуги» I ступеня
- зірка ордена «За мужність» I ступеня
- відзнака Президента України «Національна легенда України»

На правому боці грудей:
- орден Богдана Хмельницького ІІ, ІІІ ступенів
- нагрудний знак до почесного звання України
- нагрудний знак до Державної премії України

На плечовій нагородній стрічці через праве плече (нижче банта):
- зірка ордена князя Ярослава Мудрого I ступеня для носіння на плечовій стрічці

Для орденів «Золота Зірка» та Держави звання Герой України, відзнаки Президента України «Хрест бойових заслуг», ордена князя Ярослава Мудрого, ордена «За заслуги», відзнак Президента України — ювілейної медалі «25 років незалежності України», «Національна легенда України», «За оборону України» передбачені мініатюри, які носять замість знака та зірки відповідного ордена (медалі) і розміщують з лівого боку грудей. Для відзнак Президента України «За участь в антитерористичній операції» та «За гуманітарну участь в антитерористичній операції» передбачені значки, які носять замість відзнаки і розміщують з лівого боку грудей. Для відзнаки Президента України «За оборону України» передбачений також значок-розетка (для носіння на повсякденному цивільному одязі)

## Медалі, засновані згідно з рішеннями Ради глав державСНД, що вручалися в Україні
Також відповідно до рішень Ради глав держав-учасниць Співдружності Незалежних Держав, підписаних від імені України, Президентом України були проведені нагородження громадян України медалями:
- Ювілейна медаль «50 років Перемоги у Великій Вітчизняній війні 1941—1945 рр.»[30]
- Медаль Жукова[31]
- Ювілейна медаль «60 років Перемоги у Великій Вітчизняній війні 1941—1945 рр.»[32]
- Ювілейна медаль «65 років Перемоги у Великій Вітчизняній війні 1941—1945 рр.»[33][34] (медаллю також були нагороджені громадяни іноземних держав, що не входять до СНД).

## Соціальні пільги нагороджених осіб
Громадяни України, відзначені найвищими державними нагородами України, мають право на отримання пенсії за особливі заслуги перед Україною.

## Позбавлення Державних нагород України
16 липня 2024 року Президент України Володимир Зеленський ініціював та вніс до Верховної Ради України законопроєкт про внесення змін до законодавства щодо позбавлення державних нагород за популяризацію або пропаганду держави-агресора чи вчинення інших протиправних дій проти України.
20 листопада 2024 року Верховна Рада України ухвалила законопроєкт «Про позбавлення державних нагород за популяризацію або пропаганду держави-агресора чи вчинення інших протиправних дій проти України». Законодавча ініціатива за № 11419 була підтримана 283 голосами народних депутатів. Того ж дня, Президент України Володимир Зеленський, підписав зазначений Закон України.